# Doug Lynch
Doug Lynch, född 4 april 1983 i North Vancouver i British Columbia, är en kanadensisk professionell ishockeyspelare. Han spelar nu i EC Red Bull Salzburg i Österrikiska ishockeyligan. Den 6 januari 2013 skrev han återigen på för EC Red Bull Salzburg.

## Klubbar
- Red Deer Rebels, 1998-2003
- Spokane Chiefs, 2002-2003
- Toronto Roadrunners, 2003-2004
- Edmonton Oilers, 2003-2005
- Edmonton Roadrunners, 2004-2005
- Peoria Rivermen, 2005-2006, 2006-2007
- Alaska Aces, 2006
- EC Red Bull Salzburg, 2007-2008, 2009-2012, 2013-
- Vienna Capitals, 2008-2009
- Frölunda HC, 2012-2013

## Meriter
- AHL All-Rokie Team: 2004
- Österrikiska ishockeyligan: 2007, 2010, 2011